# Digitaria pennata
Digitaria pennata är en gräsart som först beskrevs av Ferdinand von Hochstetter, och fick sitt nu gällande namn av Theodore Cooke. Digitaria pennata ingår i släktet fingerhirser, och familjen gräs. Inga underarter finns listade i Catalogue of Life.